# Puntius meingangbii
Puntius meingangbii är en fiskart som beskrevs av Arunkumar och Tombi Singh 2003. Puntius meingangbii ingår i släktet Puntius och familjen karpfiskar. IUCN kategoriserar arten globalt som livskraftig. Inga underarter finns listade i Catalogue of Life.